# Aleksandra Gajewska (ur. 1971)
Aleksandra Joanna Gajewska (ur. 9 grudnia 1971 w Czeladzi) – polska aktorka teatralna i działaczka samorządowa, w latach 2010–2013 wicemarszałek województwa śląskiego, dyrektor Teatru Rozrywki w Chorzowie.

## Życiorys
Jest absolwentką Krakowskich Szkół Artystycznych oraz Uniwersytetu Ekonomicznego w Katowicach ze specjalnością menedżerską. Zawodowo związana ze śląskimi teatrami. Była aktorką Teatru Rozrywki, występowała również na scenie Teatru Nowego w Zabrzu. Jest autorką poezji i literatury dziecięcej.
W 2006 kandydowała do sejmiku śląskiego z listy Platformy Obywatelskiej, mandat objęła rok później w miejsce wybranego do Senatu Antoniego Piechniczka. W wyborach w 2010 z powodzeniem ubiegała się o reelekcję. W nowo powołanym w grudniu tego samego roku zarządzie objęła wówczas stanowisko wicemarszałka. Utrzymała je w styczniu 2013, gdy nowym marszałkiem został Mirosław Sekuła. Złożyła rezygnację pod koniec tego samego roku. W trakcie urzędowania zajmowała się m.in. nadzorem nad samorządowymi instytucjami kultury. W 2014 nie kandydowała ponownie w wyborach. W międzyczasie uczestniczyła w komisjach konkursowych nagród kulturalnych, zasiadała też w radzie programowej Filharmonii Śląskiej.
Od 2014 zajmowała się pozyskiwaniem funduszy, PR-em i marketingiem Teatru Rozrywki w Chorzowie jako pełnomocnik dyrektora. Została też wykładowczynią w WSZOP w Katowicach. W 2018 zarząd województwa powołał Aleksandrę Gajewską na stanowisko dyrektora Teatru Rozrywki w Chorzowie.
Laureatka nagrody „Głowa otwarta na teatr”, a także finalistka plebiscytu Mistrz Mowy Polskiej.